# Amintirea Pământului
Amintirea Pământului (1992) (titlu original The Memory of Earth) este prima carte din saga "Întoarcerea acasă" de Orson Scott Card, o prezentare SF a primelor sute de ani din Cartea lui Mormon.

## Intriga
Omenirea a trăit 40 de milioane de ani pe planeta Harmony, după ce a părăsit Pământul distrus de război. Pentru a evita repetarea greșelilor care au dus la distrugerea civilizației de pe Pământ, un computer, cunoscut sub numele de Sufletul Suprem, a fost desemnat să păzească planeta
Misiunea lui de bază este să împiedice descoperirea tehnologiilor care ar putea duce la războaie pe scară largă. Pentru asta, oamenii au fost modificați genetic ca să poată fi în legătură cu Sufletul Suprem, care distrage astfel atenția oamenilor de la tehnologiile interzise, determinându-i să-și piardă șirul gândurilor când le întâlnesc în documentele vechi. Dar, după scurgerea atâtor milenii, controlul Sufletului Suprem începe să scadă, iar el alege un grup de oameni pentru a-i trimite în căutarea Păstrătorului Pământului, cu speranța că acesta va găsi o cale de a readuce lucrurile în matca lor firească.
Astfel, Sufletul Suprem îl alege pe Volemak din orașul Basilica, tatăl protagonistului poveștii, Nafai. Nafai și fratele său, Issib, găsesc o cale de a trece de controlul Sufletului Suprem, aflând astfel despre pericolele care pasc Basilica. Pe lângă asta, Nafai începe să audă în minte vocea Sufletului Suprem. 
Nafai, Elemak și Mebbekew, frații săi mai vârstnici, Issib și tatăl lui, Volemak, sunt siliți să părăsească orașul. Se întorc pentru a găsi Catalogul Sufletului Suprem, care să le permită comunicarea directă cu acesta. Datorită gafelor și a succeselor sale miraculoase, Nafai începe să fie urât de fratele său mai mare, Elemak, temă care se va perpetua pe tot parcursul seriei.
Prima carte se concentrează mai mult pe posibila trădare a familiei, pe intrarea în posesia Catalogului și pe căderea lui Gaballufix, cel care pune la cale alierea orașului Basilica cu un popor beligerant. Mai mult, el încearcă să atragă orașul într-un război care să depășească blocajul mental impus de Sufletul Suprem, distrugând structura tradițională a conducerii feminine, cu ajutorul unor soldați deghizați holografic. Complotează să îi ucidă pe Volemak și pe Roptat, care i se opun, aruncând pe umerii lui Nafai acuzația de crimă. În cele din urmă este ucis de băiatul întors după Catalog.

### Capitolele cărții
| - 1 - Casa Tatălui - 2 - Casa Mamei - 3 - Focul - 4 - Măștile - 5 - Roțile - 6 - Dușmanii - 7 - Rugăciunea - 8 - Avertismentul | - 9 - Minciuni și înșelăciuni - 10 - Corturile - 11 - Frații - 12 - Averea - 13 - Zborul - 14 - Scaunul lui Issib - 15 - Crima - 16 - Catalogul Sufletului Suprem |

## Lista personajelor
- Nafai - fiul cel mai mic al lui Wetchik Volemak și Rasa, frate bun cu Issib, frate de tată cu Elemak și Mebbekew și de mamă cu Sevet și Kokor, are 18 ani și aude foarte clar în minte vocea Sufletului Suprem
- Gaballufix - fratele vitreg mai mare al lui Elemak, fiul lui Hosni cu Zdedhnoi și părintele lui Sevet și Kokor, împreună cu Rasa, vrea să poarte Basilica într-un război care trece peste blocajul mental impus de Sufletul Suprem și ar distruge structura tradițional condusă de femei
- Rashgallavik - cel în grija căruia se află averea clanului Wetchik, animat inițial de intenții bune, puterea de care dispune împingându-l ulterior la fapte reprobabile
- Hosni - "mătușa" lui Volemak și mama lui Elemak, Gaballufix, Psugal, Azh și Okhai
- Roptat - unul dintre cei mai influenți trei oameni din Basilica, alături de Volemak și Gaballufix
- Elemak - cel mai mic copil al lui Volemak Wetchik cu Hosni, frate vitreg cu Gaballufix
- Volemak - fost soț al lui Hosni, cu care îi are pe Elemak și Mebbekew și actualul soț al Rasei, cu care îi are pe Issib și Nafai
- Rasa - fostă soție a lui Gaballufix, cu care le-a făcut pe Sevet și Kokor și actuala soție a lui Volemak, cu care îi are pe Issib și Nafai
- Issib - fiul mai mare al lui Volemak și al Rasei, infirm
- Sevet - fiica lui Gaballufix și a Rasei, cântăreață
- Vas - soțul lui Sevet
- Kokor - fiica lui Gaballufix și a Rasei, soră cu Sevet, cântăreață
- Obring - soțul lui Kokor
- Luet - vizionara în ape din Basilica
- Hushidh - sora lui Luet, oracol
- Shedemei - geneticiană de geniu din Basilica
- Zdorab - bibliotecar, păstrătorul Catalogului Sufletului Suprem
- Eiadh - nepoata Rasei
- Mebbekew - fiul mai mare al lui Volemak cu Hosni, frate bun cu Elemak
- Dol - nepoata Rasei

## Opinii critice
Publishers Weekly consideră cartea „încă o poveste minunată purtând marca inconfundabilă a lui Orson Scott Card”. SFRevu merge mai departe și apreciază că romanul „strălucește nu numai prin intrigă, dar mai ales prin personaje”, apreciind problematica morală prin care „«răul»” nu este prezentat ca dorința înnăscută de a face rău, ci ca tentativa nereușită de a face bine”.